# Abnūb
Abnūb är en ort i Egypten.   Den ligger i guvernementet Asyut, i den centrala delen av landet, 300 km söder om huvudstaden Kairo. Abnūb ligger 57 meter över havet och antalet invånare är 68 749.
Terrängen runt Abnūb är platt. Runt Abnūb är det mycket tätbefolkat, med 2 103 invånare per kvadratkilometer. Närmaste större samhälle är Asyūţ, 10,4 km söder om Abnūb. Trakten runt Abnūb består till största delen av jordbruksmark.